# Seconda battaglia di Krithia
La seconda battaglia di Krithia ebbe luogo tra il 6 e l'8 maggio 1915, durante la prima guerra mondiale. Lo scontro ebbe luogo nella zona meridionale della penisola turca dove sorge Gallipoli tra le forze dell'Impero britannico, sostenute da un piccolo contingente francese, e le truppe ottomane.

## Antefatti
In seguito al fallimento della prima battaglia di Krithia, avvenuta il 28 aprile, venne ordinato un secondo tentativo di catturare il villaggio di Krithia e la collina di Achi Baba, il 6 maggio.
Al comandante sul campo, delle truppe britanniche, Aylmer Hunter-Weston dopo la prima battaglia erano rimasti 14 000 uomini dei 20 000 iniziali. Di fronte a loro vi era una forza equivalente di turchi, lungo un fronte di 7 km, comandati dal tedesco von Sanders. Il suo compito, affidatogli dal Ministro della Guerra turco Ismail Enver, era di evitare che i britannici conquistassero la collina di Achi Baba e il villaggio di Krithia, oltre ad impedire, più in generale, che ottenessero il controllo della penisola e dello stretto.
Alla conclusione della prima battaglia, il generale von Sanders era stato autorizzato a contrattaccare il nemico, il 1º e il 3 maggio. Entrambi gli attacchi vennero respinti con pesanti perdite turche.

## Battaglia

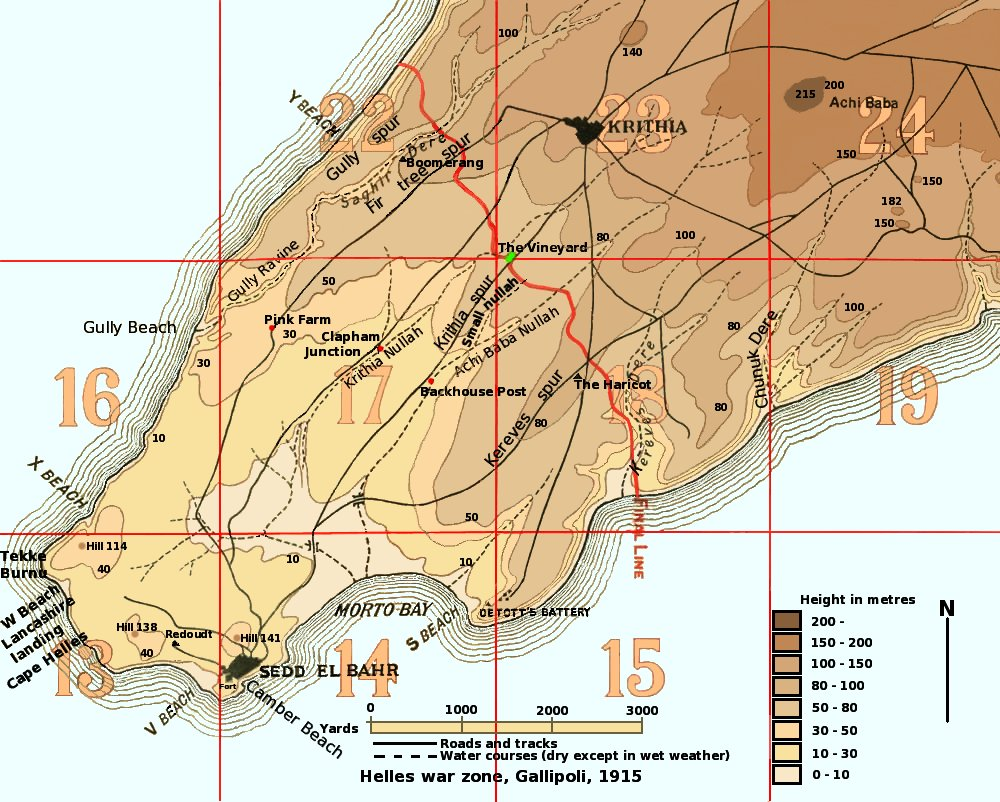
Mappa della zona di guerra nel 1915

Il 6 maggio, a mezzogiorno, cominciò nuovamente un'altra battaglia. I britannici erano rinforzati da due brigate di truppe australiane e neozelandesi, che portavano gli uomini di Hunter-Weston ad un totale di 25 000. Egli non poteva però avere un vantaggio numerico perché anche i turchi avevano ricevuto dei rinforzi che permettevano loro di eguagliarli.
Già all'inizio dell'attacco però era di nuovo chiaro il problema delle truppe britanniche, ovvero la mancanza di coordinazione tra le varie unità, che concesse loro di ottenere solo pochi metri di terreno.
Il 7 maggio venne ordinato un nuovo attacco con un preliminare bombardamento navale. Come già accaduto, la poca coordinazione permise ai britannici di guadagnare solo poco terreno. Hunter-Weston ordinò così un terzo e finale attacco, l'8 maggio, in seguito ad un iniziale bombardamento di granate eseguito dalla fanteria. L'attacco portò dei guadagni reali, spingendo i turchi indietro di un chilometro.

## Conseguenze
Le vittime della Triplice intesa furono assai pesanti, ovvero di 6 000 uomini. Anche se la battaglia concesse ai britannici dei guadagni, il colle Achi Baba rimase in mani turche. Il Comandante in Capo regionale delle truppe britanniche, sir Ian Hamilton, era ancora determinato a conquistare la collina e richiese al Ministero della Guerra britannico, rinforzi e munizioni, i quali giunsero tre settimane dopo.
Un nuovo tentativo di conquistare il crinale di Achi Baba venne effettuato il 4 giugno, giorno in cui comincia la terza battaglia di Krithia. Durante questa campagna si assistette ad un fenomeno di trincerizzazione proprio come accadde sul fronte occidentale, con la differenza che sul terreno turco era più difficile scavare trincee in grado di dare protezione dalle granate nemiche, come in Francia.